# C'era una volta in Messico
C'era una volta in Messico (Once Upon a Time in Mexico) è un film del 2003 scritto, prodotto e diretto da Robert Rodriguez, anche autore di colonna sonora, fotografia e montaggio.
Terzo capitolo della Trilogia del Mariachi, iniziata con El Mariachi e proseguita con Desperado, il film si è rivelato un ottimo successo commerciale: costato 30 milioni di dollari, ne ha incassati 100 nel mondo.

## Trama
Messico, oggi. 
Il narcotrafficante Armando Barillo progetta un Colpo di Stato per togliere di mezzo il Presidente, che ha dichiarato guerra ai traffici di droga, e si rivolge dunque al generale Marquez offrendogli una notevole somma di denaro. Sheldon Jeffrey Sands, corrotto agente della CIA, si inserisce nel complotto perché vuole mettere le mani su quel denaro e fuggire via con la sua amante, l'agente dell'AFN Ajedrez. Contatta dunque il Mariachi, un pistolero solitario che ha perso moglie e figlia per mano di Marquez; smuovendo il desiderio di vendetta dell'uomo, gli propone di uccidere l'odiato generale a colpo di Stato avvenuto. Contemporaneamente, Sands adopera lo stesso stratagemma con l'ex agente dell'FBI Jorge Ramirez, il cui caro collega Archuleta è stato torturato e assassinato da Barillo, e lo convince a tornare in attività per occuparsi del malavitoso.
Sands viene tradito dal suo braccio destro Cucuy, il quale consegna il Mariachi al generale Marquez per aggraziarsi Barillo. Questi invece lo fa uccidere dal suo bodyguard Billy Chambers. 
Il Mariachi fugge dalla residenza di Marquez  e richiama i suoi vecchi amici Lorenzo e Fideo per farsi aiutare nell'impegno preso. Ramirez intanto aggancia Chambers trovandolo stanco delle sue malefatte e ben favorevole a fare il doppio gioco pur di andarsene dal Messico. Il narcotrafficante però sembra morto durante un'operazione chirurgica; Ramirez non ci mette molto a scoprire che il cadavere sfigurato che si ritrova davanti è quello di Cucuy, ma poi viene neutralizzato da Ajedrez, che si rivela figlia di Barillo. Questi mette le mani su Sands, tradito pure dall'amante, e gli risparmia la vita ma lo acceca. 
Nel giorno dei morti, a Culiacán, Marquez avvia il rovesciamento militare irrompendo nel palazzo presidenziale, ma il Mariachi ha nel frattempo cambiato idea e salva il capo di Stato con l’aiuto di Lorenzo e Fideo, poi aspetta il generale e dunque lo uccide. Stessa sorte tocca a Barillo poco dopo, arrivato a verificare l’esito dell’attentato. Nella sparatoria che ne consegue anche Chambers perde la vita.
Sands si trascina in centro città per vendicarsi degli uomini di Barillo, e in un duello ne elimina un paio pur rimanendo gravemente ferito. Ajedrez lo vede crollato a terra e, impietosita, va ad aiutarlo ma lui le spara. Poco dopo, appoggiato a un muro, viene beffardamente salutato da Ramirez, che si allontana. Lorenzo e Fideo si portano via un po' del denaro promesso a Marquez lasciando il resto al popolo; il Mariachi prosegue verso nuove avventure.

## Produzione
I ruoli di Cucuy (Danny Trejo) e Sands (Johnny Depp) erano stati scritti inizialmente rispettivamente per Quentin Tarantino e George Clooney. La parte affidata a Johnny Depp è stata poi molto particolare, in quanto gran parte dei dialoghi sono stati improvvisati dall'attore stesso durante le registrazioni senza impiegare un copione e convincendo Rodriguez a dargli maggior spazio scrivendo qualche nuova scena. Il regista, rimasto piacevolmente impressionato da Depp, gli ha concesso anche un cameo nei panni del prete con cui parla il Mariachi. 
Danny Trejo e Cheech Marin, invece, sono ricomparsi sul set cinematografico nonostante nel precedente capitolo Desperado avessero già interpretato i personaggi di Navajas e del barista morti durante il film.
Il regista Robert Rodriguez compare in un cameo: è uno dei chirurghi che operano Barillo.
Nel cast è presente Enrique Iglesias, il quale ha debuttato proprio in questo film.
Il titolo del film è stato suggerito al regista da Quentin Tarantino, suo amico e compagno di studi al Sundance Institute, come omaggio al maestro dei western Sergio Leone e ai suoi capolavori  C'era una volta il West e C'era una volta in America. Tarantino fa un breve cameo nella parte di uno degli uomini di Marquez.

## Citazioni
- Il cagnetto che Mickey Rourke porta con sé nel film ha sulla targhetta del collare il nome "Moco". Moco era il nome del cattivo di El Mariachi.
- Dopo la scena della sparatoria nella chiesa, quando Johnny Depp chiama il Mariachi per informarsi se è ancora vivo regge in mano la biografia di Judy Garland.
- Nella stanza di Enrique Iglesias è appeso ad una parete un poster dei Chingon.
- Il collega dell'agente Ramirez (Rubén Blades) ucciso da Barillo si chiama Archuleta, il nome del personaggio interpretato dallo stesso Blades in Predator 2.

## Premi e nomination
- Teen Choice Awards 2004 -  Nomination Miglior attrice rivelazione Eva Mendes